# All England Super Series 2014
Die All England Super Series Premier 2014 im Badminton fanden vom 4. bis zum 9. März 2014 in Birmingham in der National Indoor Arena statt. Es war die 104. Auflage dieser Veranstaltung. Das Preisgeld betrug 400.000 US-Dollar.

## Sieger und Platzierte
| Disziplin    | Gold                           | Silber                         | Bronze                             |
| ------------ | ------------------------------ | ------------------------------ | ---------------------------------- |
| Herreneinzel | Lee Chong Wei                  | Chen Long                      | Son Wan-ho                         |
| Herreneinzel | Lee Chong Wei                  | Chen Long                      | Wang Zhengming                     |
| Dameneinzel  | Wang Shixian                   | Li Xuerui                      | Ratchanok Intanon                  |
| Dameneinzel  | Wang Shixian                   | Li Xuerui                      | Wang Yihan                         |
| Herrendoppel | Mohammad Ahsan Hendra Setiawan | Hiroyuki Endo Kenichi Hayakawa | Markus Fernaldi Gideon Markis Kido |
| Herrendoppel | Mohammad Ahsan Hendra Setiawan | Hiroyuki Endo Kenichi Hayakawa | Ko Sung-hyun Shin Baek-cheol       |
| Damendoppel  | Wang Xiaoli Yu Yang            | Ma Jin Tang Yuanting           | Tian Qing Zhao Yunlei              |
| Damendoppel  | Wang Xiaoli Yu Yang            | Ma Jin Tang Yuanting           | Misaki Matsutomo Ayaka Takahashi   |
| Mixed        | Tontowi Ahmad Liliyana Natsir  | Zhang Nan Zhao Yunlei          | Xu Chen Ma Jin                     |
| Mixed        | Tontowi Ahmad Liliyana Natsir  | Zhang Nan Zhao Yunlei          | Ko Sung-hyun Kim Ha-na             |